# Войковська сільська рада (Ленінський район)
Во́йковська сільська́ ра́да — адміністративно-територіальна одиниця та орган місцевого самоврядування в Ленінському районі Автономної Республіки Крим. Адміністративний центр — село Войкове.

## Загальні відомості
- Населення ради: 5 237 осіб (станом на 2001 рік)

## Населені пункти
Сільській раді були підпорядковані населені пункти:
- с. Войкове
- с. Бондаренкове
- с-ще Єгорове
- с. Курортне

## Склад ради
Рада складалася з 30 депутатів та голови.
- Голова ради: Крутьков Ігор Володимирович

### Керівний склад попередніх скликань
| Прізвище, ім'я, по батькові | Основні відомості                                                                      | Дата обрання | Дата звільнення |
| --------------------------- | -------------------------------------------------------------------------------------- | ------------ | --------------- |
| Пархоменко Галина Василівна | Сільський голова, 1957 року народження, член Партії регіонів                           | 26.03.2006   | 31.10.2010      |
| Крутьков Ігор Володимирович | Сільський голова, 1979 року народження, освіта вища, член Комуністичної партії України | 31.10.2010   |                 |

Примітка: таблиця складена за даними сайту Верховної Ради України

### Депутати
За результатами місцевих виборів 2010 року депутатами ради стали:

#### За суб'єктами висування
| Суб'єкт висування | Кількість обраних депутатів | %    |
| ----------------- | --------------------------- | ---- |
| Партія регіонів   | 20                          | 66,7 |
| Самовисування     | 10                          | 33,3 |

#### За округами
| № округу        | Прізвище, ім'я, по батькові        | Дата визнання обраним | Освіта             | Партійна приналежність | Відомості про обраного депутата                             |
| --------------- | ---------------------------------- | --------------------- | ------------------ | ---------------------- | ----------------------------------------------------------- |
| Партія регіонів |                                    |                       |                    |                        |                                                             |
| 1               | Захарченко Тамара Іванівна         | 05.11.2010            | вища               | член Партії регіонів   | Войківська сільська рада, головний бухгалтер                |
| 3               | Доценко Олена Олександрівна        | 05.11.2010            | вища               | член Партії регіонів   | Войківська сільська рада, землевпорядник                    |
| 4               | Воронцов Валерій Васильович        | 05.11.2010            | вища               | член Партії регіонів   | приватна агрофірма «Ізумруд», директор                      |
| 5               | Позняк Роман Олексійович           | 05.11.2010            | вища               | член Партії регіонів   | тимчасово не працює                                         |
| 10              | Степанюк Людмила Василівна         | 05.11.2010            | середня спеціальна | член Партії регіонів   | Войківська сільська рада, бухгалтер                         |
| 11              | Шафікова Тетяна Сергіївна          | 05.11.2010            | середня спеціальна | член Партії регіонів   | дошкільний навчальний заклад «Ромашка», вихователь          |
| 12              | Рибак Віктор Васильович            | 05.11.2010            | середня спеціальна | член Партії регіонів   | пенсіонер                                                   |
| 13              | Суярко Галина Олексіївна           | 05.11.2010            | середня спеціальна | член Партії регіонів   | дошкільний навчальний заклад «Ромашка», технічний робітник  |
| 14              | Ковальчук Павло Сергійович         | 05.11.2010            | вища               | член Партії регіонів   | СПД «Борздих М. А.», менеджер                               |
| 15              | Суденко Маргарита Андріївна        | 05.11.2010            | вища               | член Партії регіонів   | підприємство «ЮВАС-Агрохолдінг», головний бухгалтер         |
| 16              | Казачьок Людмила Анатоліївна       | 05.11.2010            | середня спеціальна | член Партії регіонів   | Войківська сільська рада, секретар                          |
| 18              | Орлов Олександр Васильович         | 05.11.2010            | вища               | член Партії регіонів   | Войківське комунальне підприємство, енергетик               |
| 21              | Доценко Іван Пилипович             | 05.11.2010            | середня            | член Партії регіонів   | пенсіонер                                                   |
| 23              | Сейдаметов Сейдамет Рустемович     | 05.11.2010            | середня спеціальна | позапартійний          | приватний підприємець                                       |
| 24              | Бершадська Тетяна Миколаївна       | 05.11.2010            | середня спеціальна | член Партії регіонів   | КПБ                                                         |
| 25              | Афонькова Наталія Миколаївна       | 05.11.2010            | середня спеціальна | член Партії регіонів   | тимчасово не працює                                         |
| 26              | Митраков Сергій Юрійович           | 05.11.2010            | середня спеціальна | член Партії регіонів   | тимчасово не працює                                         |
| 27              | Маркова Тетяна Олексіївна          | 05.11.2010            | середня спеціальна | член Партії регіонів   | приватний підприємець                                       |
| 28              | Рибалка Олександр Вікторович       | 05.11.2010            | середня            | член Партії регіонів   | Керченський УПП УТОС-«Кримпак», слюсар                      |
| 29              | Ступак Валентина Іванівна          | 05.11.2010            | середня            | позапартійна           | тимчасово не працює                                         |
| Самовисування   |                                    |                       |                    |                        |                                                             |
| 2               | Коробченко Валентина Володимирівна | 05.11.2010            | середня спеціальна | позапартійна           | Войківська сільська рада, інспектор воєнно-облікового стола |
| 6               | Сейдаметова Діана Гуліверівна      | 05.11.2010            | вища               | позапартійна           | Войківська лікарняна амбулаторія, головний лікар            |
| 7               | Непомняща Валентина Миколаївна     | 05.11.2010            | середня спеціальна | позапартійна           | тимчасово не працює                                         |
| 8               | Рашидова Ніяра Сєрверівна          | 10.01.2011            | середня спеціальна | позапартійна           | приватний підприємець                                       |
| 9               | Доценко Петро Іванович             | 05.11.2010            | середня спеціальна | позапартійний          | тимчасово не працює                                         |
| 17              | Ісмаілов Ісмаіл Джаферович         | 15.11.2010            | середня            | позапартійний          | тимчасово не працює                                         |
| 19              | Жердєва Тетяна Миколаївна          | 05.11.2010            | середня спеціальна | позапартійна           | тимчасово не працює                                         |
| 20              | Плахов Сергій Анатолійович         | 10.01.2011            | вища               | член Партії регіонів   | Податкова міліція                                           |
| 22              | Петрова Любов Олександрівна        | 05.11.2010            | середня спеціальна | позапартійна           | пенсіонер                                                   |
| 30              | Дашко Людмила Олександрівна        | 05.11.2010            | середня            | позапартійна           | тимчасово не працює                                         |